# Paul Barnay

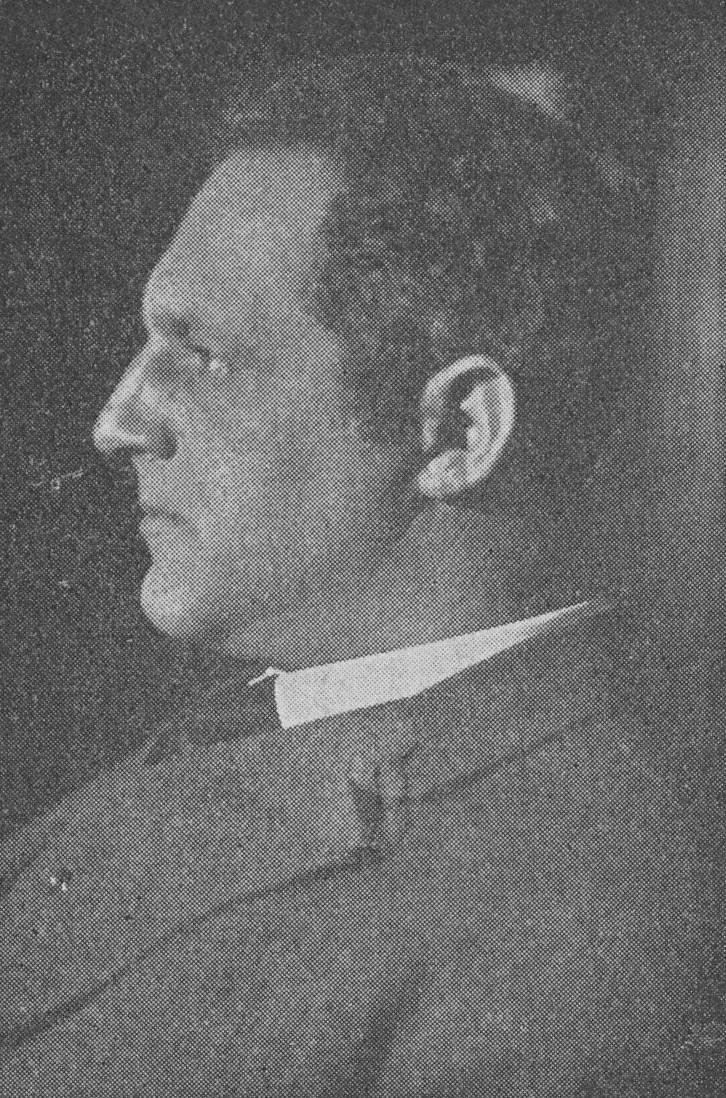
Paul Barnay, 1927

Paul Barnay (* 27. März 1884 in Wien; † 13. Juni 1960 ebenda) war ein österreichischer Schauspieler, Regisseur und Intendant beim Theater. 

## Leben
Barnay entstammte einer alten Theaterfamilie. Seine künstlerische Ausbildung erhielt er bei seinem Onkel Ludwig Barnay, weiterführende Studien brachten ihn an die Akademie für Dramatische Kunst.
Seine Laufbahn begann 1903 am Kolberger Stadttheater mit der Rolle eines Dogen in William Shakespeares Othello. Weitere frühe Barnay-Rollen wurden der Franz Moor, der Hamlet, der Mephisto, der Jago, der Richard III., der Gessler und der Narziss an Bühnen in Görlitz, Wien (Intimes Theater), Stralsunder Theater und Neustrelitz. Noch vor dem Ersten Weltkrieg konnte Paul Barnay am Stadttheater von Danzig Regie führen. Es folgten die Theaterstationen Düsseldorf, Bremen und erneut Wien. In Kattowitz war Barnay sowohl Direktor als auch Oberspielleiter am Stadttheater. 1921 wechselte Barnay nach Breslau, um als Intendant der Vereinigten Theater zu arbeiten. Dort wurde er 1933 von der Machtergreifung durch die Nationalsozialisten überrascht.
Als Jude aller Ämter enthoben, kehrte Paul Barnay daraufhin nach Wien zurück. Von 1934 bis 1936 war er Mit-Direktor des Raimundtheaters, anschließend knapp zwei Jahre lang Direktor des Stadttheaters im tschechoslowakischen Reichenberg. Nach dem Anschluss Österreichs und der Annexion der sudetendeutschen Gebiete floh Paul Barnay 1939 nach Ungarn, wo er als Lektor für den Palladis-Verlag arbeitete. Dort wurde er Ende des Zweiten Weltkriegs von der Pfeilkreuzler-Regierung Ferenc Szálasis verhaftet und zur Zwangsarbeit (Schanzarbeiten) abkommandiert.  1945 kehrte Barnay nach Wien heim und setzte seine künstlerische Arbeit fort. Von 1948 bis 1952 war er Direktor des Volkstheaters.
Barnay stand nur höchst selten vor Filmkameras; dokumentiert sind lediglich zwei Kinofilmauftritte. Als Autor schrieb er 1946 das Bühnendrama Der Narr der SS. Mein Erlebnis für das Theater berichtet.

## Filmografie
- 1918: Das Geheimnis des Goldpokals
- 1955: Um Thron und Liebe (Sarajevo)